# Macronemus asperulus
Macronemus asperulus là một loài bọ cánh cứng trong họ Cerambycidae.